# Ashley Tisdale - Soundcheck
Ashley Tisdale - Soundcheck é um EP da cantora e atriz norte-americana Ashley Tisdale, lançado em 2009 com exclusividade para a loja Wal-Mart. O EP contém 6 faixas ao vivo do mini concerto que a Ashley fez para o "Wal-Mart Soundcheck", para promover o seu segundo álbum de estúdio, Guilty Pleasure.

## Faixas
1. "Hair"
2. "Hot Mess"
3. "It's Alright, It's Ok"
4. "Masquerade"
5. "Tell Me Lies"
6. "What If"